# Henry Vaca (Fußballspieler, 1998)
Henry Vaca Urquisa (* 27. Januar 1998 in Santa Cruz de la Sierra) ist ein bolivianischer Fußballspieler. Der Stürmer spielt seit 2018 für die bolivianische Fußballnationalmannschaft. 

## Karriere

### Verein
Henry Vaca verbrachte sieben Jahre in der Tahuichi-Schule in seiner Heimatstadt Santa Cruz und durchlief alle Jugendabteilungen. Im Jahr 2014 kam er zum Club Calleja in der regionalen Liga von Santa Cruz.
Nach einer großartigen U-17-Südamerikameisterschaft wechselte er auf Leihbasis zum CD O’Higgins, um in den Jugendabteilungen zu spielen. Für die Profimannschaft lief er nicht auf. Im Februar 2017 unterschrieb er für ein Jahr bei The Strongest. Der Offensivakteur gewann schnell das Vertrauen des venezolanischen Trainers César Farías und debütierte im März 2017. Auch in der Copa Libertadores kam er bei The Strongest zum Einsatz, wo der Verein bis ins Achtelfinale kam. 2018 wurde Vaca aufgrund von Undiszipliniertheiten für einen Monat aus dem Kader gestrichen. Durch wenig Spielpraxis wechselte der 1,70 m große Angreifer auf Leihbasis erst nach Peru zu Universitario und dann nach Brasilien zu Atlético Goianiense. In Brasilien wurde seine Leihe wegen Undiszipliniertheiten aufgelöst.
Ab Januar 2021 spielte Henry Vaca auf Leihbasis für ein Jahr bei Oriente Petrolero. Nach seiner Rückkehr zu The Strongest spielte er nochmal für den Verein, wechselte aber wieder zu Oriente Petrolero, nachdem er bei The Strongest wegen Undiszipliniertheiten freigestellt worden war. Im Juni 2023 folgte dann sein Wechsel nach Israel zu Maccabi Bnei Reineh. Im Januar 2024 gab der Verein aus der ersten Liga Israels die einvernehmliche Vertragsauflösung bekannt. Vaca schloss sich als vertragsloser Spieler dem heimischen Club Bolívar an.

### Nationalmannschaft
Henry Vaca spielte bei der U-17-Fußball-Südamerikameisterschaft 2015, bei der U-20-Fußball-Südamerikameisterschaft 2017 und beim olympischen Qualifikationsturnier 2020 mit der U-23-Nationalmannschaft. In keinem Turnier kam Bolivien über die Gruppenphase hinaus.
In der A-Nationalmannschaft debütierte der Angreifer im September 2018 beim Freundschaftsspiel gegen Saudi-Arabien. Für die Copa América 2019 wurde Vaca nicht nominiert. Bei der Copa América 2021 bestritt er zwei der vier Gruppenspiele, jedoch schied Bolivien mit vier Niederlagen als Gruppenletzter aus. Weitere Länderspiele kamen in der Qualifikation zur Weltmeisterschaft 2022 und Qualifikation zur Weltmeisterschaft 2026 hinzu. Beim 2:0-Erfolg über Peru erzielte der Offensivakteur sein erstes Länderspieltor.

## Erfolge
The Strongest
- Bolivianischer Meister: 2016/17